# Sportcentrum Basvelden
Sportcentrum Basvelden is een openluchtsportcentrum in de gemeente Zonhoven in de Belgische provincie Limburg. Het sportcentrum is gelegen aan de Muizenstraat.

## Geschiedenis
De gemeente Zonhoven kocht in 1962 3 hectare grond aan voor de aanleg van een sportcentrum. In 1978 reeds beschikte de gemeente over drie voetbalvelden, een atletiekbaan en vier tennisvelden. Sindsdien is het terrein meermaals uitgebreid.

## Activiteiten
Momenteel beschikt sportcentrum "de Basvelden" over zeven voetbalvelden, acht tennisvelden met tennishal, enkele beachvolleybalterreinen, twee honkbalvelden, een manege met overdekte rijpiste, een skatepark, twee basketbalvelden, een atletiekbaan, een petanquebaan en een Finse piste van 2,700 meter. Er zijn tevens twee cafetaria's en een speeltuin gelegen op het terrein. Ook het Rode Kruis heeft een lokaal op de Basvelden.
Voetbalploeg Zonhoven VV, ruiterclub Zonnehoef, Zonhoven Atletiek Club, tennisclub TC Basveld en honkbalteam Sunville Tigers zijn gevestigd op sportcomplex de Basvelden. Ook damesvoetbalploeg DV Zonhoven speelde tot 2012 haar thuiswedstrijden op de Basvelden.